# Magnolia (film)
Magnolia är en amerikansk dramafilm från 1999, i regi av Paul Thomas Anderson. Den berättar om de besynnerliga händelser som i växelverkan med varandra utspelar sig under en vanlig dag i Los Angeles.

## Handling
Filmen inleds med en introduktion som beskriver tre av varandra oberoende händelser. Dessa tre händelser präglar på ett sätt filmens stämning som att till synes slumpmässiga, enskilda händelser är delar i ett större sammanhang.
- År 1911: Sir Edmund William Godfrey, en apotekare bosatt i Greenberry Hill utanför London, blir rånmördad av tre lösdrivare, Joseph Green, Stanley Berry och Daniel Hill. Green, Berry och Hill döms till döden genom hängning.

- År 1983: Vid en skogsbrand flyger ett av brandkårens tankflygplan ner över en sjö och fyller upp vatten i en behållare för att sedan vattenbomba branden. Vid eftersläckningsarbetet påträffas en man, Delmer Darion, hängande död i ett träd iklädd full dykarutrustning. Han har dött i en hjärtattack någon gång mellan dykturen i sjön och landningen i trädet. Piloten i planet, Craig Hansen, känner efteråt igen Darion som den kasinocroupier han börjat slåss med två kvällar tidigare. Förkrossad av skuld och den osannolika tillfälligheten begår Hansen självmord.

- År 1958: Den 17-årige Sydney Barringer, vars misslyckade självmord när han hoppade från taket från bostadshuset där han bodde, blev "lyckligt" mördad då han av misstag sköts till döds av sin mor när han föll förbi lägenhetsfönstret. Sydneys föräldrar brukade regelbundet gräla och hota varandra med hagelbössa, vilken vanligtvis förvarades oladdad. Några dagar tidigare hade Sydney dock laddat geväret, i hopp om att föräldrarna skulle göra allvar av sina hot och döda varandra. Ovetande blev alltså Sydney medbrottsling till mordet på sig själv.

Handlingen kretsar kring ett dygn i ett antal personers tragiska liv i San Fernando Valley, Kalifornien. Man får följa TV-producenten Earl Partridge (Jason Robards) när han ligger på sin dödsbädd. Han är i slutstadiet av sin kamp mot cancern som spritt sig i hela kroppen och hans död är nära förestående. Earls fru, Linda Partridge (Julianne Moore), har gift sig med honom för pengarnas skull, men först när Earl ligger för döden inser hon att hon älskar honom på riktigt och ångrar djupt sina snedsteg under åren som gått. Earl vårdas av den manlige skötaren Phil (Philip Seymour Hoffman) och han får i uppdrag av Earl att leta rätt på sonen Frank Mackey. Frank (Tom Cruise) försörjer sig mycket framgångsrikt som machismopredikant; han håller seminarier ("Seduce and Destroy") för ungkarlar i ämnet "Så förför du en kvinna, för att sedan dumpa henne". Han hatar sin far innerligt efter att fadern stuckit iväg när hans fru, Franks mor, insjuknat i en allvarlig sjukdom flera år tidigare. Frank klandrar fortfarande sin far för att han lämnat den då nioårige Frank med ansvaret att ensam ta hand om och vårda sin mor tills hon dog.
Earl Partridge skapade och producerade det populära TV-frågesportprogrammet "What Do Kids Know?" där ett lag bestående av smarta barn ställs mot ett lag bestående av vuxna. Programmet leds sedan många år av Jimmy Gator (Philip Baker Hall), som på äldre dagar sjunkit djupare och djupare in i sitt dolda alkoholmissbruk. Han får beskedet att han lider av en dödlig sjukdom och bestämmer sig för att söka upp sin dotter Claudia (Melora Walters), som han har ett väldigt trasigt förhållande till. Claudia hävdar att fadern förgripit sig på henne sexuellt och har sedan dess tagit avstånd från honom och tar allehanda droger för att döva smärtan. Polismannen Jim Kurring (John C. Reilly) åker ut till hennes lägenhet efter att grannarna rapporterat bråk och störande ljud efter faderns misslyckade försök att återuppta relationen med Claudia. Jim talar Claudia tillrätta och blir sedermera betagen av Claudias skönhet och bräcklighet. De båda inleder en relation.
I barnlaget i frågesportprogrammet finns Stanley, som är den smartaste av de tre i laget. I filmen får man följa inspelningen av programmet som, om barnlaget vinner, kommer att slå det trettio år gamla rekordet och laget kommer att vinna en massa pengar. Stanley drivs på av sin pengahungrige far, men själv tycker han inte det är speciellt kul längre. Några årtionden tidigare vann "Quiz Kid" Donnie Smith (William H. Macy) berömmelse i samma show, men blev träffad av blixten och lever sedan i vuxen ålder ett förlorarliv med ett jobb på ett elektronikvaruhus. Han försöker stjäla pengar från sin arbetsgivare för att skaffa sig en dyr tandställning som han inbillar sig att han behöver.

## Priser och nomineringar
Tom Cruise blev Oscarnominerad för bästa manliga biroll och vann en Golden Globe Award i samma kategori. Filmen vann även en Guldbagge i kategorin Bästa utländska film. Även soundtracket blev flerfaldigt nominerat och vann flera filmpriser.

## Musiken
Paul Thomas Anderson hade tillgång till outgivet material av sångerskan Aimee Mann. Manns man, Michael Penn, stod bakom musiken till Andersons två tidigare filmer. Till Magnolia, som bestod av nio sammanflätade historier, ville Anderson att den spretiga handlingen skulle hållas samman av musiken. Han bad Mann att skriva nya låtar speciellt för filmen. Låten Wise Up hade tidigare ingått i soundtracket till Jerry Maguire, och i Magnolia får den en framträdande plats i en minnesvärd scen där alla karaktärer stannar upp på var sitt håll och sjunger till låten.

## Tagline
- Things fall down. People look up. And when it rains, it pours.

## Rollista i urval
- Tom Cruise – Frank T.J. Mackey
- Jason Robards – Earl Partridge
- Julianne Moore – Linda Partridge
- Philip Seymour Hoffman – Phil Parma
- William H. Macy – Quiz Kid Donnie Smith
- John C. Reilly – Jim Kurring
- Melora Walters – Claudia Wilson Gator
- Philip Baker Hall – Jimmy Gator
- Alfred Molina – Solomon Solomon
- Luis Guzmán – Luis
- Jeremy Blackman – Stanley Spector